# Euphyia prillingeri
Euphyia prillingeri är en fjärilsart som beskrevs av Kautz 1923. Euphyia prillingeri ingår i släktet Euphyia och familjen mätare. Inga underarter finns listade i Catalogue of Life.